# Julien El Fares
Julien El Fares (Aix-en-Provence, 1º giugno 1985) è un ex ciclista su strada francese. Ha origini algerine, ed è stato professionista dal 2008 al 2021.

## Carriera
Iniziò a correre nella categoria dilettanti Under-23 nel 2005, con il Vélo Club La Pomme Marseille. Nel 2006 passò all'AVC Aix-en-Provence, ed ottenne già nello stesso anno i primi piazzamenti, al Ronde de l'Isard d'Ariège, e la prima vittoria, il 2 agosto, nella prima tappa del Tour des Pyrénées, da Huesca a Pau. Sia nel 2006 che nel 2007 gareggiò da stagista con la Cofidis: proprio con questa squadra ottenne il passaggio al professionismo all'inizio del 2008.
L'11 marzo 2009 conquistò la prima vittoria da professionista, nella prima tappa della Tirreno-Adriatico, indossando quel giorno anche tutte le maglie di leader: quella azzurra della classifica generale, quella ciclamino della classifica a punti (che porterà fino al termine della competizione), quella verde della montagna e quella bianca dei giovani. Nello stesso anno vinse il Tour de Wallonie in Belgio, mentre nel 2010 si aggiudicò una tappa al Tour Méditerranéen.
Nel 2012 gareggia per il Team Type 1-Sanofi, formazione Professional Continental statunitense, salvo poi passare, l'anno dopo, alla francese Sojasun. Al termine della stagione 2013 rimane svincolato, in seguito alla chiusura della squadra, trovando ingaggio solo nel febbraio successivo, nel team Continental La Pomme Marseille 13 (dal 2016 noto come Delko-Marseille Provence-KTM).

## Palmarès
- 2006 (AVC Aix-en-Provence)

1ª tappa Tour des Pyrénées
- 2009 (Cofidis, due vittorie)

1ª tappa Tirreno-Adriatico (Cecina > Capannori)
Classifica generale Tour de Wallonie
- 2010 (Cofidis, una vittoria)

4ª tappa Tour Méditerranéen (La Londe-les-Maures > Biot)

### Altri successi
- 2009 (Cofidis)

Classifica a punti Tirreno-Adriatico
- 2010 (Cofidis)

Classifica della montagna Tour Méditerranéen

## Piazzamenti

### Grandi Giri
- Tour de France

2010: 27º
2011: 40º
2013: 81º
- Vuelta a España

2009: 49º

### Classiche monumento
- Milano-Sanremo

2009: 124º
2012: 136º
- Liegi-Bastogne-Liegi

2011: ritirato
2012: ritirato